# مموریجین
مموریجین (انگلیسی: Memorigin) شرکت کالای لوکس چینی است، که در سال ۲۰۱۱ تأسیس شد.